# Nečíz
Nečíz je název části Radniční Moravy (jednoho z ramen řeky Moravy) protékající zastavěnou částí města Litovel. Jeho řečiště vede středem města, kde je zčásti regulováno mezi nábřežními zdmi a zčásti je uměle uzavřeno pod povrchem terénu. Tento malý tok se během své krátké cesty několikrát vynořuje a opět ukrývá pod zem a městské stavby. Jde o významnou urbanistickou strukturu, která byla již součástí středověkého vodního systému města. Přístup k zaklenuté části Nečízu nacházející se na náměstí Přemysla Otakara před litovelskou radnicí je chráněnou technickou památkou. Pod povrchem náměstí byl také nalezen nejstarší zachovaný kamenný most na Moravě.

## Popis
Upravené řečiště Nečízu je největší urbanistickou strukturou Litovle. Tento vodní tok je svou polohou v centru města, kde protéká přímo náměstím, v České republice zcela unikátní.

### Břehy a klenba
Původně přírodní tok má dnes v centru města břehy zpevněné tesaným a lomovým kamenem, přičemž v zakrytých částech koryta dosedají na boční zdi kamenné klenby z opracovaných kvádrů, spojených vápenou maltou obsahující úlomky vápence. Klenby jsou většinou z lomového kamene, pouze v místech většího zatížení u radnice, u schodiště k hladině na náměstí a také uprostřed náměstí jsou z kamene ručně tesaného. V otevřených částech jsou břehy obvykle dole vyzděny kamenem tesaným a nahoře kamenem opracovaným méně pečlivě. Pod budovou na jižním břehu Šerhovní ulice jsou kameny na sebe vázané způsobem připomínajícím řádkové zdivo. Z jednotlivých domů podél toku do něj ústí větve staré kanalizace.

### Průběh toku
Nečíz vytéká u městské hydrocentrály z pravé strany Elektrárenského náhonu, který je také ramenem řeky Moravy, a poté teče jihovýchodním směrem do centra města. Jeho šířka kolísá mezi 2,5 a 5 metry.
Nejprve teče souběžně s Mlýnskou ulicí a protéká pod budovou č. p. 1252, což je bývalý městský mlýn, později městská elektrárna, a v současné době dům s byty a kavárnou, na nějž navazuje restaurace „U starého mlýna“.

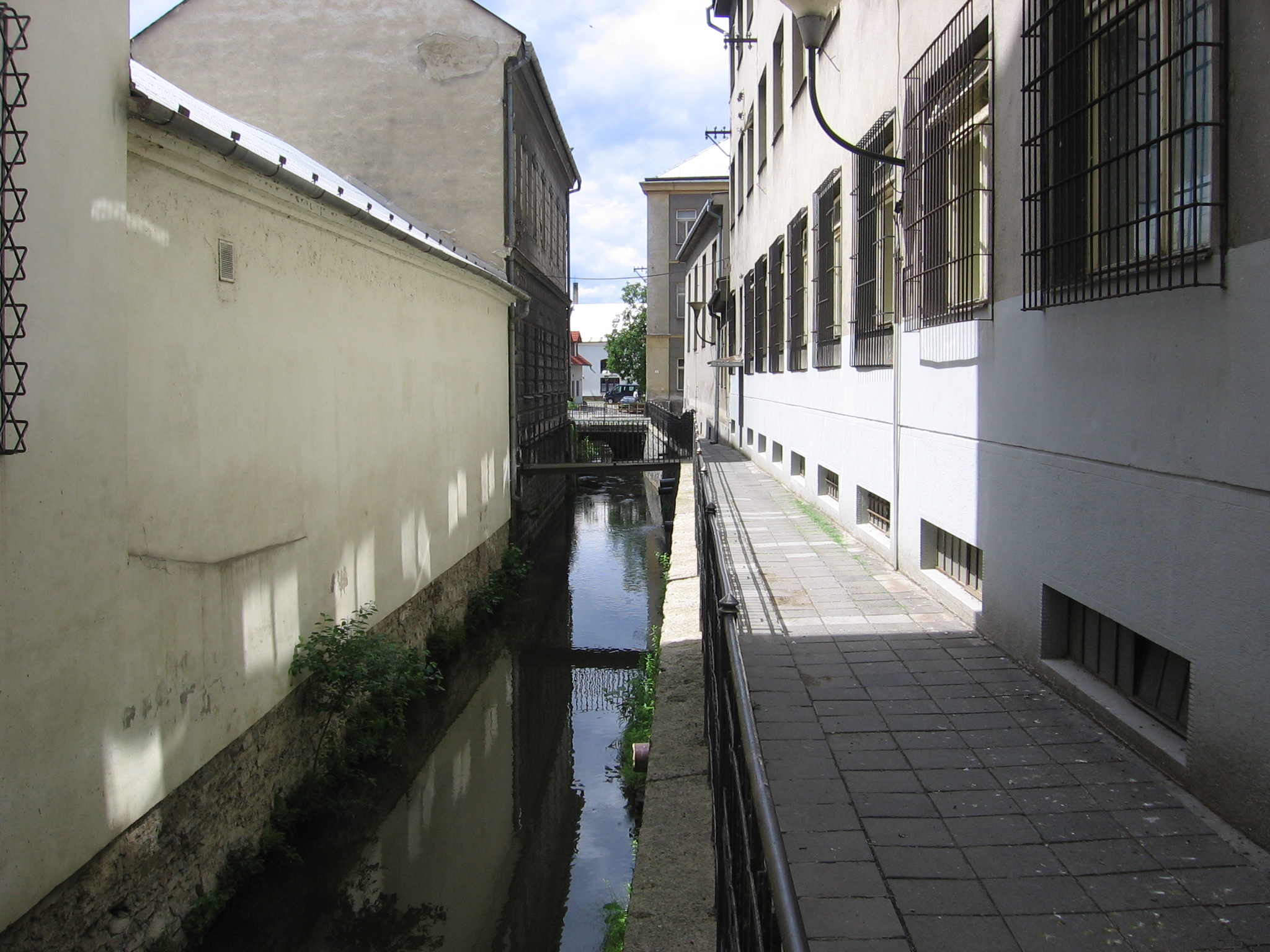
Nečíz v Šerhovní ulici

Následně Nečíz protíná Komenského ulici a pokračuje ulicí Šerhovní (která je vlastně tvořena jen jeho tokem a souběžným úzkým chodníkem). Přibližně uprostřed ulice je přemostěn lávkou umožňující přístup do budovy č. p. 720. Na konci ulice podtéká pod věží litovelské radnice, za níž pokračuje pod povrchem náměstí Přemysla Otakara. Kousek od radnice je otevřený přístup k jeho hladině se dvěma pískovcovými schodišti. Jde o památkově chráněnou klasicistní stavbu z roku 1856.
Od tohoto přístupu Nečíz pokračuje dále pod povrchem, přičemž za náměstím severně od Husovy ulice se stáčí prudce k severovýchodu pod zadní trakt domu č. p. 754. Po několika metrech vytéká za budovou č. p. 736 na povrch a vrací se k původnímu jihovýchodnímu směru. Kříží Jungmannovu ulici, pod niž se znovu zanořuje, pod povrchem protéká mezi domy č. p. 654 a 653, míjí Sochovu vilu v Husově ulici (dnes budovu obvodního oddělení Policie České republiky) a jižně od konce Husovy ulice na západním okraji Smetanových sadů vytéká secesním portálem zpátky na povrch. Dále pokračuje Smetanovými sady mezi Olomouckým a Uničovským rybníkem (kterému zajišťuje celoroční přísun vody), stáčí se k jihu souběžně s ulicí Studentů a ještě naposledy se noří pod povrch, když podtéká budovu č. p. 868 na rohu ulic Studentů a Čihadlo.
Když se opět vynoří, přibírá z pravé strany vodu z jiného malého toku, který vytéká z dalšího ramene Moravy zvaného Muzejní voda. V tomto místě Nečíz ostře odbočuje doleva a vydává se jihovýchodním směrem. Zde se tok ocitá mimo zastavěnou část města a meandruje lužním lesem, až se nakonec z pravé strany vlévá do hlavního toku řeky Moravy. Tato dolní část toku již obvykle nebývá nazývána Nečíz, ale je označována jako Papírenská voda či Šamšulka.

### Fauna
Protože Nečíz je ramenem druhově bohaté řeky Moravy, je i v jeho toku biologická diverzita poměrně vysoká. Při odlovu v roce 2012, předcházejícímu čištění koryta toku, bylo vyloveno přes 2000 ryb od 20 různých druhů, mezi nimi jelec jesen či mník jednovousý, které jsou v Česku vedené jako ohrožené. Měkkýšů bylo vyloveno kolem 1000 jedinců, mezi nimiž se nacházeli například škeble říční a v Česku kriticky ohrožený velevrub malířský. Z obojživelníků zde žijí skokan zelený a skokan skřehotavý.

## Historie

### Do 13. století
Jméno Nečíz pochází ze staroslovanského slovesa nečeti, které znamenalo „téci“. Archeologické průzkumy naznačují, že původně byl přírodním ramenem řeky Moravy, které bylo v průběhu času výrazně regulováno, a to především prohloubením a rozšířením jeho koryta a vyzděním jeho břehů. Svou pozicí byl od počátků města významným urbanistickým prvkem ovlivňujícím jeho vývoj. Protože se jednalo o největší vodní tok protékající přímo městem, byl vždy nedílnou součástí jeho vodního systému a také páteří jeho kanalizace. Přesto se o něm středověké prameny zmiňují jen sporadicky. Prvním nepřímým dokladem, který se ho pravděpodobně týká, je latinsky psaná listina krále Václava II. datovaná 12. října 1287, v níž se zmiňuje městský mlýn, což měl pravděpodobně být mlýn na Nečízu v dnešní Mlýnské ulici. Snad první zmínka toku jako takového se nachází v listině z roku 1429 dokládající odprodej rychty Jankovi ze Sovince a Pňovic za 52 hřiven. Tato budova je zde popsána jako kamenný dům na břehu řeky, což byl zřejmě právě Nečíz.

### 14.–15. století
První kamennou stavbou překlenující Nečíz byl 8,5 metrů dlouhý a 7 metrů široký jednoobloukový most na místě dnešního náměstí Přemysla Otakara v ose navazujících ulic Masarykova (cesta na Uničov) a 1. máje (cesta na Olomouc). Most byl pravděpodobně postaven někdy na přelomu 14. a 15. století, přičemž v 15. století již zcela jistě sloužil. Most je zachovaný, a to včetně někdejší dlažby, ovšem je zakomponovaný do mladší klenby nad Nečízem a nachází se pod povrchem dnešního náměstí. Dočasně byl odkryt v červnu roku 2014 během záchranného archeologického průzkumu předcházejícího rozsáhlou rekonstrukci náměstí. Jde o nejstarší dochovaný kamenný most na Moravě (předstihující Svatojánský most nacházející se rovněž v Litovli, kterému do té doby náležel moravský primát) a druhý či třetí nejstarší dochovaný kamenný most na území České republiky (po kamenném mostu v Písku a přibližně na úrovni stáří Karlova mostu v Praze).
Od 2. čtvrtiny 14. století, kdy se Litovel opevnila, protékal Nečíz městskými hradbami, přičemž vstup do hradeb i výstup ven byly zřejmě zaklenuty a uzavřeny mříží. Oba průtoky střežily strážní věže. Západní věž zvaná Mühlturm (Mlýnská věž) stála pravděpodobně mírně jižně od protékajícího Nečíze. Východní věž, později zvaná Kuttelturm podle blízkých jatek, stála přímo nad Nečízem. Na konci 16. století se o ní zmiňuje Gregor Tarco, podle nějž se na ni roku 1437 velmi spoléhali obránci města během husitského obležení. Podle jeho popisu věží protékala voda (to jest Nečíz). Na začátku listopadu však vodní tok zamrzl a husité vedení táboritským hejtmanem Pardusem se po něm do města přece jen dostali (byť jen na jednu noc, než Litovli dorazila pomoc z Olomouce).
Stejného roku je na Nečízu poprvé zmiňovaný mlýn zvaný Kuttelmühle, který pravděpodobně vystavěl tehdejší rychtář Jindřich.
V pramenech z 15. století se také poprvé objevuje přímo jméno toku Nečíz. Roku 1458 dal český král Jiří z Poděbrad svému lovčímu za práci při klučení královského lesa Dúbrava mezi řekou Moravou a Nečízem (Neczizem) privilegium užívat zušlechtěné pozemky. Roku 1557 pak litovelská městská rada koupila pro radnici objekt rychty na náměstí, nacházející se „vedle Nečíze“ (Neczyzie).
Jednou z budov, které stojí přímo nad tokem Nečízu, je radniční věž, jejíž výstavba předznamenala postupné uzavírání toku pod povrch. Kunsthistorička Hana Myslivečková ji dala do souvislosti s pokusem vystavět v Litovli městský hrad. Privilegium povolující stavbu hradu vydal pánům z Vlašimi privilegiem Jiří z Poděbrad roku 1502. Podle stavebně-historického průzkumu však věž byla nad Nečízem postavena již v závěru 15. století.

### 16.–17. století
V 16. století regulovaly průtok vody Nečízem dva splavy. První z nich stál přímo v místech, kde se Nečíz vyděloval z toku dnes zvaného Elektrárenský náhon. Druhý, zvaný Knappelwehr, stál u městského mlýna v dnešní Mlýnské ulici. Z dalších staveb na Nečízu nutno uvést především městskou papírnu, druhou na Moravě, poprvé zmiňovanou roku 1558. Naopak osud mlýna Kuttelmühle ve východní části města se na konci tohoto století naplnil. Mlýn byl totiž předtím přestavěn tak, aby poháněl valchu, což však způsobovalo zvedání stavu vody ve městě proti proudu a zatápění sklepů městských domů, a proto byl roku 1596 po protestech občanů zcela zrušen. Ze stejného důvodu nakonec kolem roku 1600 musela svou činnost na Nečízu ukončit i papírna, která byla přemístěna k Vísce.
Vývoj regulace Nečízu lze také sledovat na starých dochovaných mapách. Na mapě zachycující úsovské panství v letech 1620 až 1630 je již náměstí zakreslené bez jakéhokoliv vodního toku. Na náměstí jsou však nakreslené dvě malé modré plochy, a to právě v místech, kde jsou v pozdějších letech doloženy přístupy k hladině pod povrchem. Kdy přesně však k zaklenutí Nečízu na náměstí došlo, není známo – snad se tak stalo už někdy v 16. století.
V závěru třicetileté války byl Nečíz svědkem velkého krveprolití. V noci z 18. na 19. června 1643 byla Litovel obklíčena Švédy a zakrátko také dobyta. Podle líčení tzv. Minnichova protokolu, sepsaného německy v letech 1636–1659 litovelským písařem a později rychtářem Stephanem Heinrichem Minnichem, se během následujícího rabování někteří občané města pokusili před řádícími švédskými vojáky marně ukrýt do podzemí Nečízu pod náměstím, kde však byli odhaleni a blíže neuvedený počet jich zde byl pobit. Během následné švédské okupace bylo do velké míry pobořeno městské opevnění a vodní stavby, a to včetně splavu dělícího toky Nečíze a Dušní Moravy, který byl obnoven roku 1650. Znatelně poškozeny byly pravděpodobně také obě věže střežící průtoky Nečízu hradbami.
V bočních zdech regulovaného vodního toku před bývalou budovou elektrárny se nachází doklady přestaveb městského mlýna v 17. století, a sice vložené pískovcové desky s letopočty 1672 a 1679. Tyto desky zde však byly uloženy až druhotně, původně se nacházely v mlýnici městského mlýna, která byla zbouraná roku 1909.

### 18.–19. století
V 18. století se na Nečízu zřejmě příliš nestavělo; jedním z mála dokladů stavební aktivity je letopočet 1767 nalezený pod hladinou na jižní straně kanálu na tesaných kamenech pod náměstím u radnice a tři tlapaté kříže na protější straně. Jde zřejmě o připomínku velké povodně o dva roky dříve. 5. února 1765 se vodní toky v Litovli rozvodnily a zatopily velkou část města, přičemž hned následujícího dne voda zamrzla. Je možné, že tato událost poškodila klenbu Nečízu a uvedený letopočet je rokem jeho opravy.

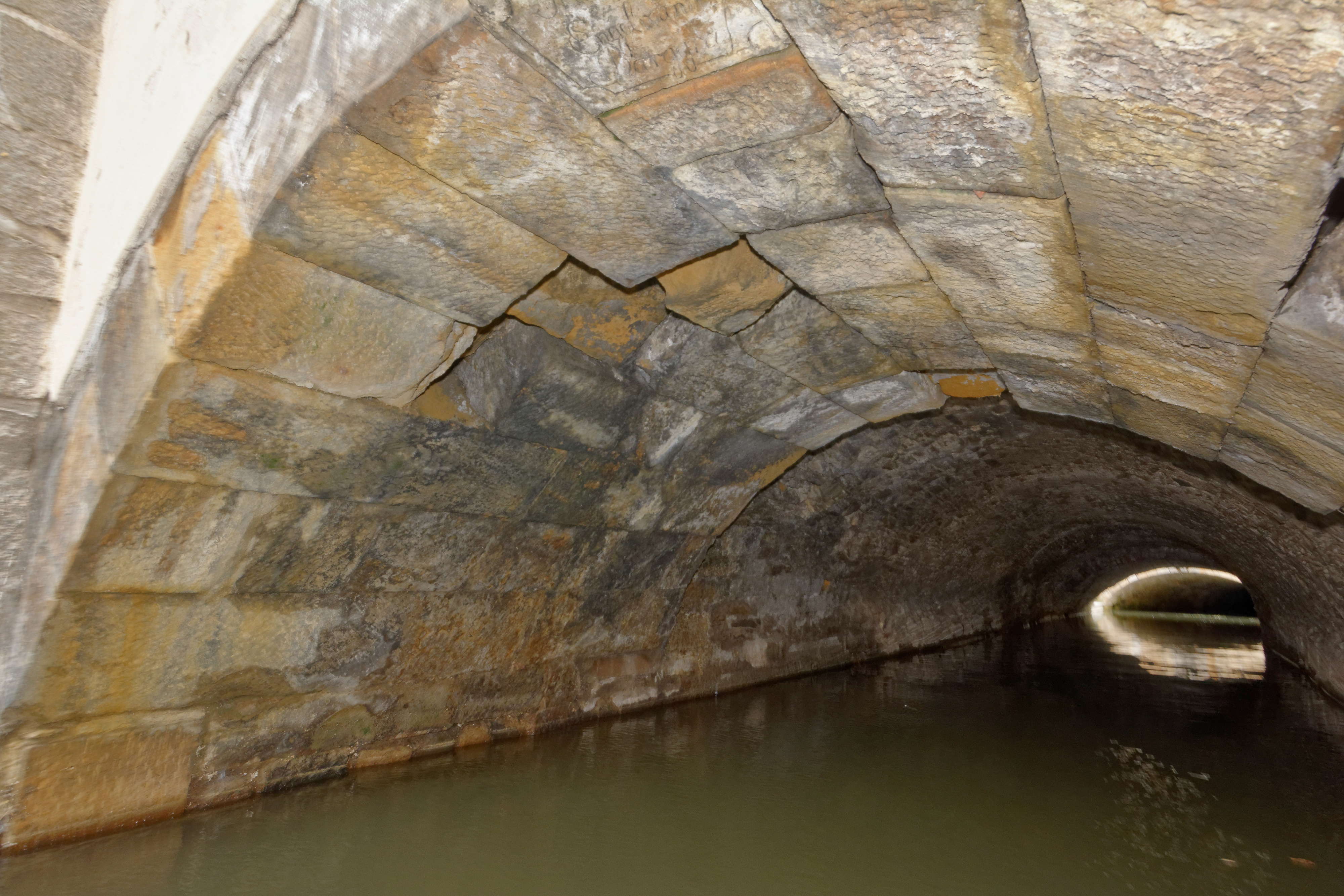
Most nesoucí průchod ze Šerhovní ulice do radniční věže

Mnohem více stavebních úprav Nečíz zaznamenal ve století 19., o čemž opět svědčí nalezené nápisy letopočtů. Podle letopočtu na hlavním klenáku mostu v Komenského ulici lze usoudit, že tento most byl vystaven z kamene již roku 1805, čímž je vyvrácena informace z císařského otisku stabilního katastru z roku 1834, kde je označen jako spalná konstrukce. Tesaným kamenem zesílený pas ve střední části náměstí pod severojižní komunikací je zase datován nápisy na klenácích do roku 1820.
Roku 1823 byl pak vystaven most nesoucí průchod ze Šerhovní ulice do radniční věže, jak o tom zpravuje letopočet na čele jeho oblouku. Usuzuje se, že tato stavba (stejně jako zesílení pasu pod náměstím) souvisela s marnou snahou představenstva Litovle nasměrovat tehdy budovanou císařskou silnici přímo do centra města. Nápis Franz Engelmann Burggraf je zase dokladem nelehkého období ve správě města, které si v letech 1823 až 1831 nemohlo dovolit platit purkmistra, a proto dohled nad stavbou mostu stejně jako i nad jinými velkými výstavbami ve městě převzal purkrabí. Stejný letopočet a částečně čitelný nápis Engelmann Burgraff se nacházejí také na oblouku klenby pod náměstím.

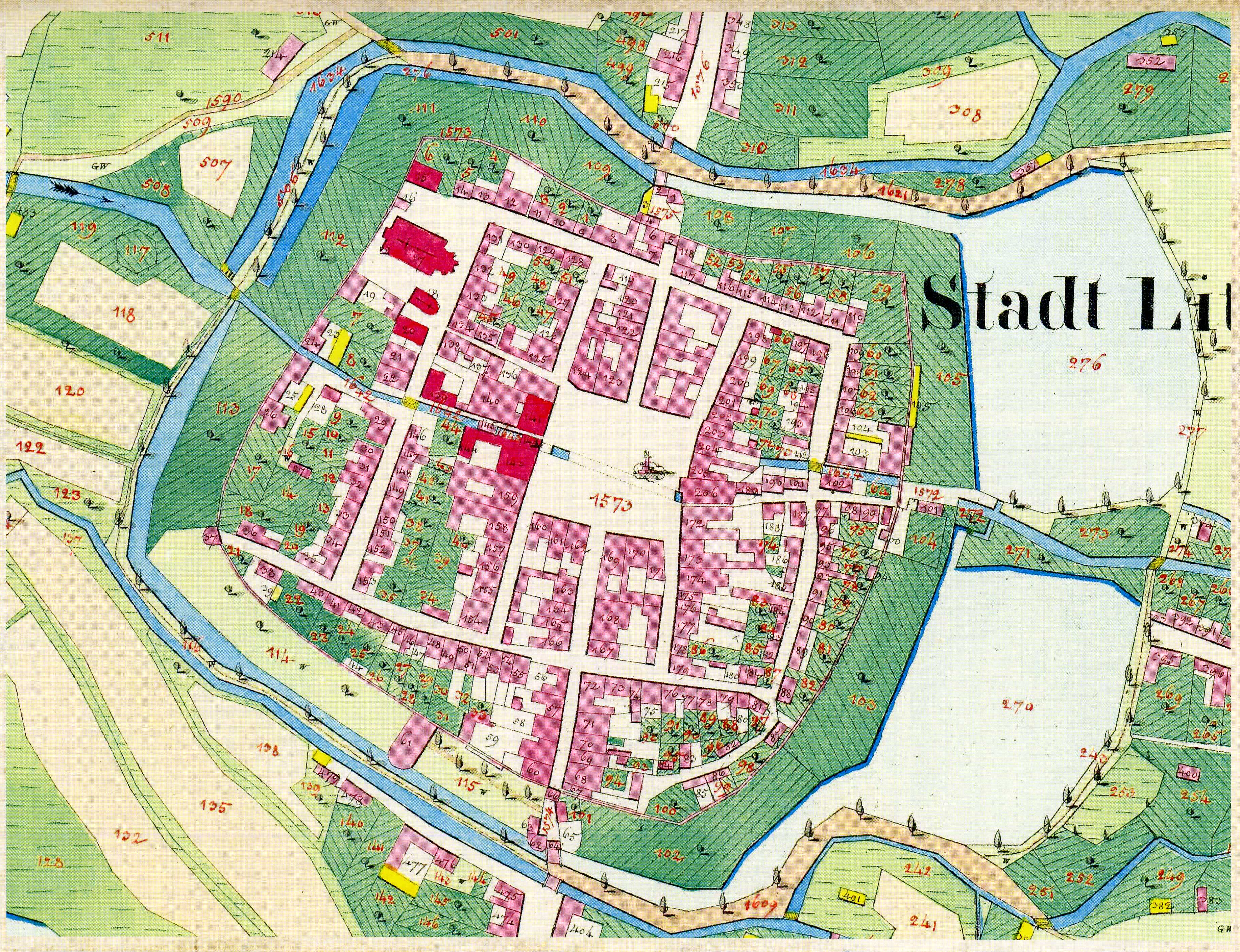
Na císařském otisku stabilního katastru z roku 1834 je již Nečíz na náměstí zaklenut; vyobrazeny jsou též dva přístupy k jeho hladině na náměstí

S výjimkou chybného vyobrazení mostu v Komenského ulici dává mapa stabilního katastru z roku 1834 o tehdejší podobě Nečízu dobrou představu. Nečíz vtékal do dnes již neexistujících hradeb na západní straně v místech, kde má koryto i dnes. V Šerhovní ulici byl překlenut budovou severního křídla radnice, a to od místa dnešní lávky u domu č. p. 720 až k věži radnice. V důsledku toho byla ulice jen asi 1 metr široká.
Na této mapě jsou na náměstí rovněž naznačené dva přístupy k podzemnímu toku, a sice asi 12metrový přístup ve vzdálenosti 6,5 metru od radnice a přibližně 5metrový přístup na hraně rohové budovy bývalých jatek na konci náměstí, která dnes již nestojí (viz obr. výše vpravo). Stejně jako dnes se Nečíz vynářel až za zadními trakty domů východní strany náměstí, poté však tekl otevřeným korytem, přemostěným v dnešní Jungmannově ulici (tehdy Koželužské), až k východní straně hradeb a teprve za nimi byl opět v délce asi 35 metrů zaklenut. Mapa také zachycuje jeho propojení s oběma rybníky na východě města.
Náměstí Přemysla Otakara (do roku 1900 nazývané Ringplatz) se v minulosti z obou stran svažovalo ze severu i jihu směrem k Nečízu, což umožňovalo odtok splašků z okolních domů. Do 19. století však jejich množství postupně vzrostlo natolik, že to již místní obyvatelé začali vnímat jako vážný hygienický problém a vedení města bylo zahlceno jejich stížnostmi. Proto se město snažilo se iniciovat stavbu kanálů spojujících domy s Nečízem. Ve třicátých letech 19. století ústilo do Nečízu v centru města 10 kanálů z přilehlých domů a ulic. Ačkoliv na dochovaných dobových plánech jsou některé větve kanalizace zakresleny jako klenuté, výzkumy prokázaly pouze existenci kanálů s bočními stěnami z lomového kamene a s překlady z břidlicových desek.
Vedení města se v té době také snažilo přimět majitele domů, aby se na výstavbě kanalizace finančně podíleli, což vyvolávalo jejich protesty. Například občan Matyáš Pospíšil, majitel palírny, 3. května 1839 písemně protestoval proti požadavku, aby od svého podniku postavil odbočný kanál vlastním nákladem. Ten měl být alespoň 20 sáhů dlouhý, čímž mělo být zajištěno, že se znečištěná voda nebude vracet zpět. Podle jeho vyjádření by taková stavba stála více peněz, než kolik dokázal vydělat za dvacet let provozu palírny, a proto žádal, aby ji zaplatilo město, v jehož kompetenci se starost o čistotu veřejného prostoru nacházela. Výsledek jeho protestu však není znám.

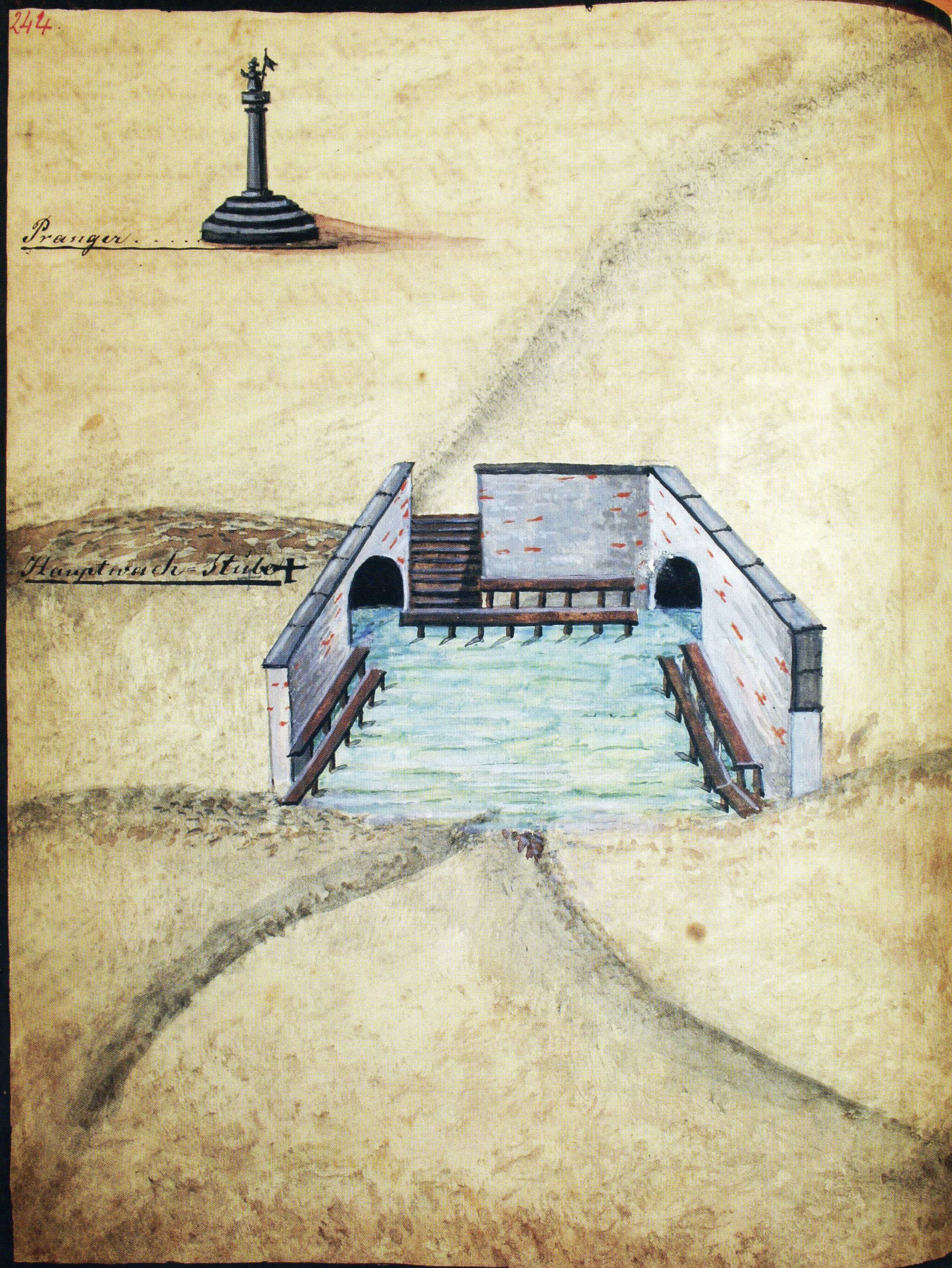
Přístup k Nečízu u radnice sloužil před přestavbou jako napajedlo; v pozadí stojí dnes již neexistující pranýř

Ve 40. letech 19. století pak krajský inženýr Eduard Gürtel vypracovával posudek povrchové úpravy náměstí, v němž řešil odvod vody z okolních parcel do Nečízu, a také se zabýval oběma přístupy k tomuto toku. Podle jeho popisu byl přístup u radnice uzavřen zdí na levém břehu toku, zatímco přístup na opačné straně náměstí měl zeď na pravé straně. Tyto přístupy umožňovaly lidem dostat se k vodě mj. též v případě požáru, ovšem jejich stav byl nevyhovující. Hygienicky problematický zde byl výskyt zvířat; v toku se běžně koupali vepři a dobytek. Upravit potřeboval zejména východní přístup, u nějž měl být také odstraněn odtok krve z jatek, který okolí zamořoval nepříjemným zápachem. Řešením měl být podzemní kanálek směřující přímo do Nečízu. Přístup měl být také opatřen schody.

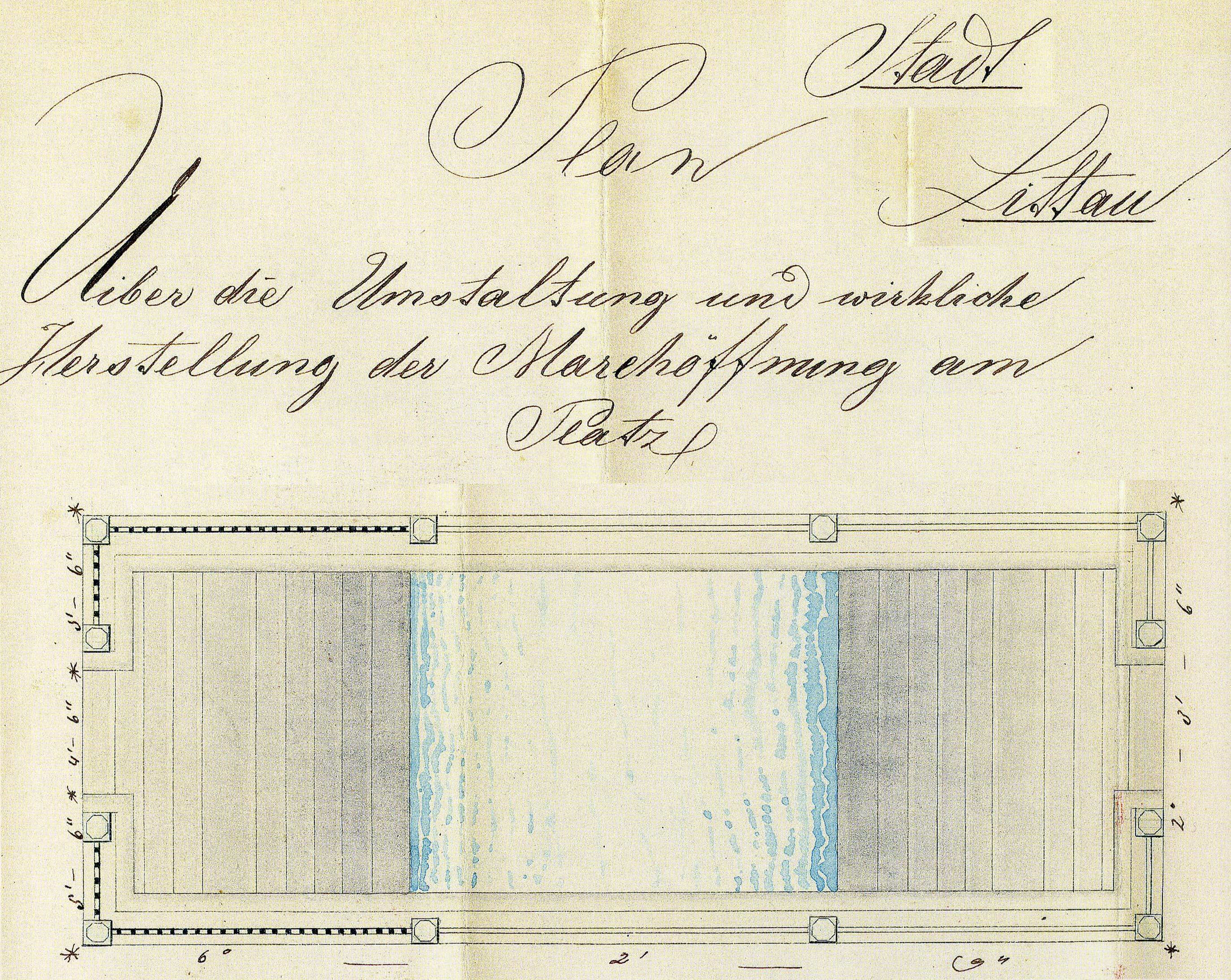
Plán schodiště k Nečízu z roku 1857

Přestavba však začala dostávat reálné obrysy až v 50. letech 19. století. Plánovanou stavbou byl pověřen litovelský zednický mistr a stavitel Vincenc Cerha, který už měl za sebou například technicky náročnou stavbu městského chudobince (na 800 pilotech v bahnité půdě) z roku 1854. Cerha vlastnil v Litovli dům, který dal městské radě v zástavu poté, co získal zakázku přestavby koryta Nečízu na náměstí.

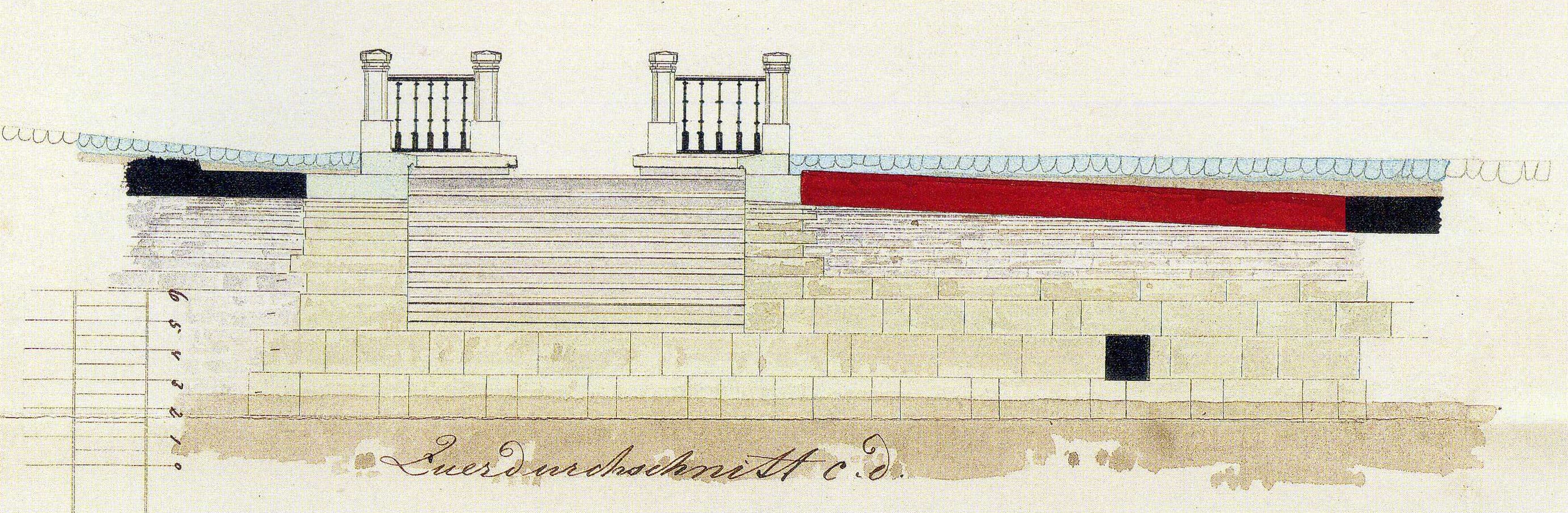
Řez sestupem k Nečízu, nákres z roku 1857

Kvůli přestavbě bylo nutné vodu Nečízu dočasně odvést jinými koryty, což se nelíbilo majitelům vodních provozů na toku, kteří tím finančně utrpěli. Odvedení vody jinými rameny oznámil purkmistr Josef Tonsern ve vyhlášce z 10. června 1856. Cerha potom vystavěl boční zdi Nečízu na dřevěné roštové konstrukci na pilotách. Klenby a stupně schodiště vybudoval z tesaného kamene doplněným výplňovým zdivem. Jak ukazují dochované obdélníkové kapsy v tesaném kameni dodatečně vyplněné lomovými kameny, valená klenba o rozponu 4,86 metru byla vyzděna pomocí bednění podpíraného dřevěnými skružemi, které byly neseny dřevěnými konzolami vysazenými z bočních zdí, neboť bahnité dno neposkytovalo dostatečnou oporu. Práce měly podle plánu probíhat od 23. června do 12. července 1856, ovšem skutečná doba dokončení celé stavby není s jistotou známa. K roku 1856 však odkazuje také velmi setřený letopočet na západní boční zdi schodiště k Nečízu, lze tedy předpokládat, že v tomto roce bylo kamenné schodiště dokončeno. Dochoval se také dobový plán přestavěného přístupu u radnice, datovaný 23. ledna 1857 s rozkreslenými řezy, pohledy a půdorysem, který Vincenc Cerha přiložil k žádosti městské radě o závěrečné vyúčtování.
Roku 1860 se propadla klenba Nečízu pod patrovou budovou jatek stojících na východním okraji náměstí, kolem kterých tehdy vedla jeden metr úzká ulička podobná Šerhovní ulici na opačné straně. Část jatek byla zbořena a zůstala po nich jen řada nízkých krámků. Ulička, nazývaná německy Stertlgasse či Kuttelhof (česky: „Jatky“, dnes Husova ulice) tak byla podstatně rozšířena.
Roku 1872 byla vedle radnice postavena nová budova kasáren a suť z předchozí stavby byla použita na srovnání náměstí, jehož obě strany se tak přestaly k Nečízu svažovat. Roku 1873 se uvolnila hladina Nečízu za budovou radnice, neboť část zadního křídla stojící nad tokem byla při přestavbě zbourána a zůstala pouze část nacházející se na jeho pravém břehu. Roku 1898 pak byl uzavřen menší z obou přístupů k Nečízu na náměstí, a to současně s přestavbou blízkého šenkovního domu v tzv. Německý dům (dnes Městský klub, č. p. 753).

### 20.–21. století

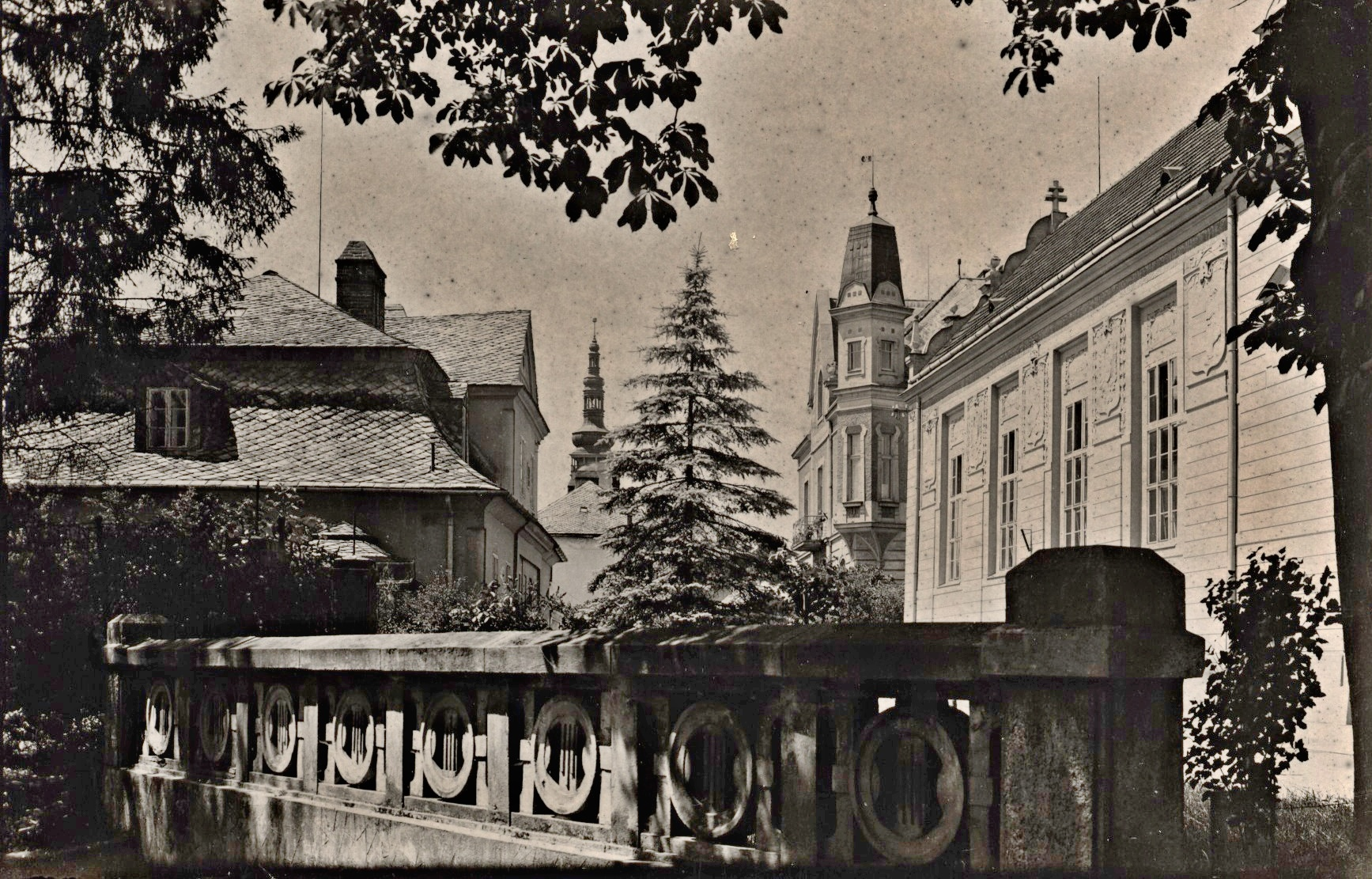
Železobetonový most přes Nečíz v Husově ulici. Foto z roku 1936.

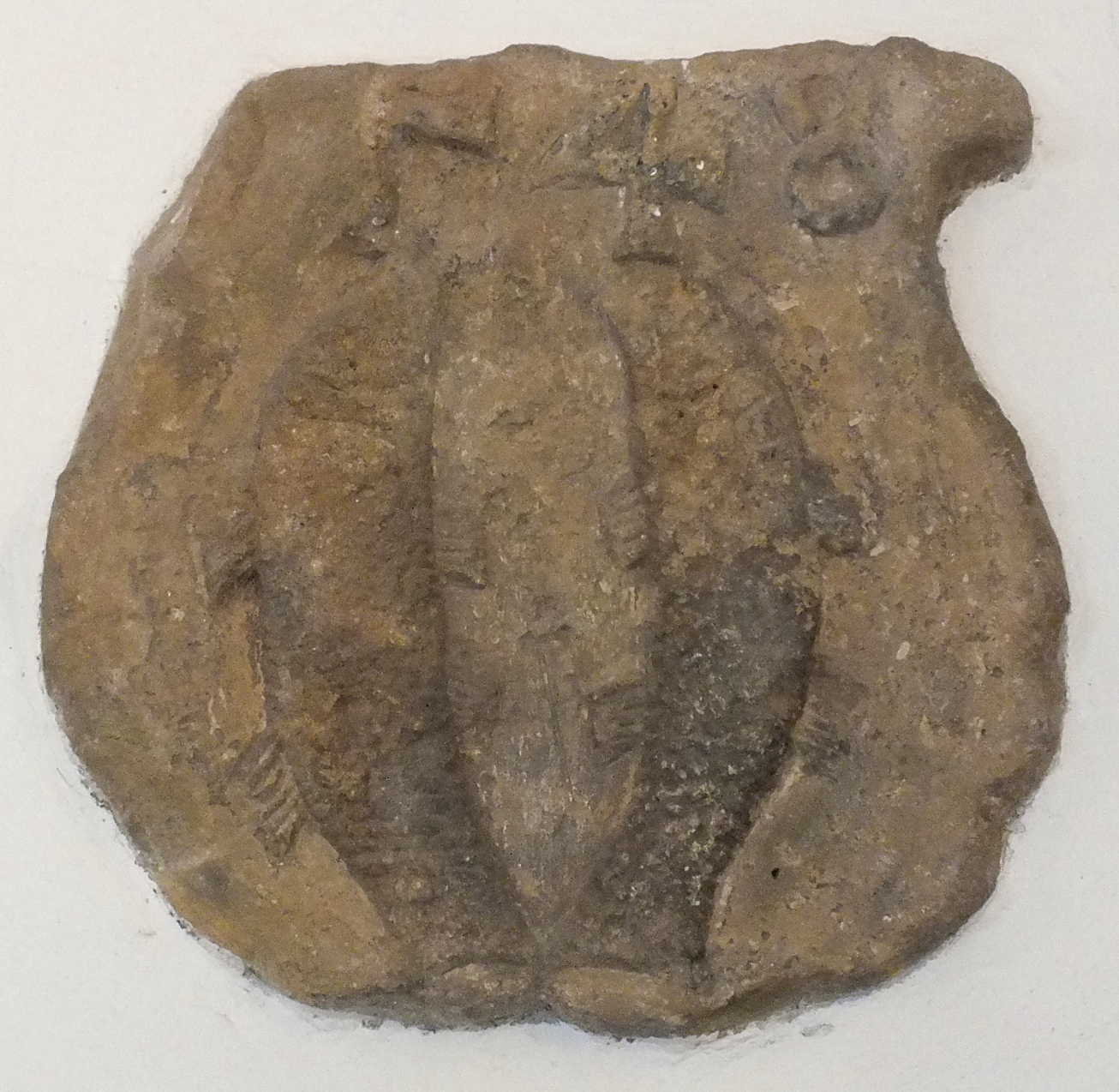
Reliéf se znakem města a letopočtem 1548, nalezený v Nečízu roku 1996; nyní na zdi v Městské knihovně

Roku 1906 byl v Sokolské ulici (dnes Husově) postaven nad Nečízem železobetonový most. Obě jeho strany byly osazeny železobetonovým zábradlím s prolamovanými ornamenty se secesními znaky. Most postavila pražská firma Podnikatelství staveb, Ing. K. Herzán a Lud. Uhlíř podle tehdy velmi progresivního systému využívajícího vyztuženého betonu vynalezeného francouzským inženýrem Françoisem Hennebiquem, kombinovaného se systémem Monier.
Roku 1909 se Nečíz stal pro Litovel zdrojem elektřiny. Městský mlýn v Mlýnské ulici totiž ukončil svou činnost a jeho poslední majitelka Antonie Lachovská ho prodala městu, které v něm zřídilo elektrárnu, o čemž stále svědčí starý městský znak s královskou korunou nad vchodem do budovy. Přestavbě podlehla mimo jiné stará mlýnice, která byla zbourána. Elektrárna byla osazena vodní turbínou o výkonu 42 koňských sil a naftovým motorem s výkonem 50 koňských sil. Elektrárna se natolik osvědčila, že brzy byla doplněna ještě větším dieselovým naftovým motorem o výkonu 300 koňských sil a začala zásobovat elektřinou i okolní obce. Sloužila až do konce 30. let, kdy firma Altár z Olomouce postavila v letech 1937–1939 v rámci tehdy probíhající regulace Moravy v Litovli modernější elektrárnu s větším výkonem. Nová budova ve funkcionalistickém slohu byla postavena v místech, kde se Nečíz odděluje od Elektrárenského náhonu.

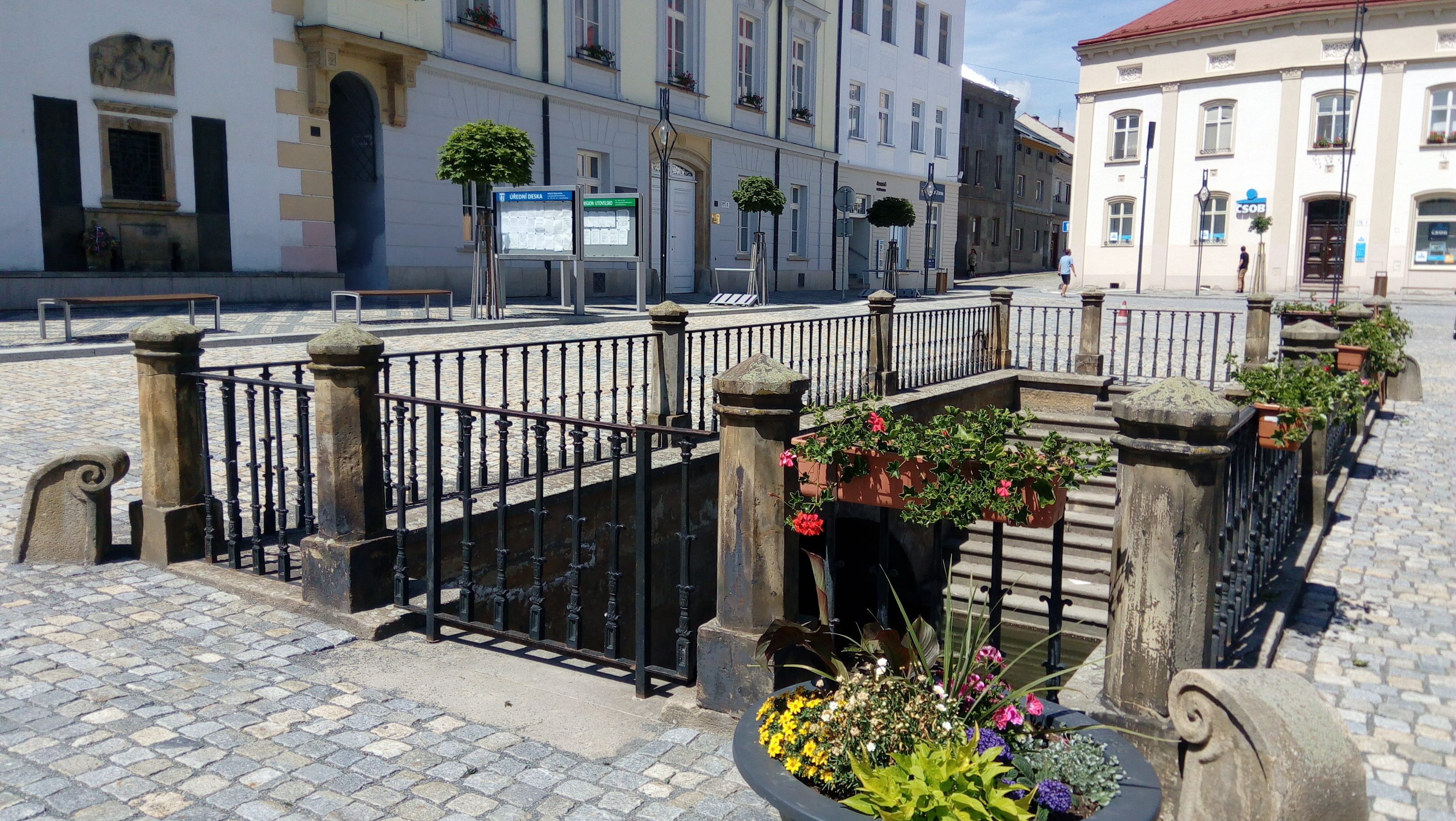
Schodiště k Nečízu na náměstí Přemysla Otakara v roce 2017

V 50. letech 20. století padl návrh na zrušení přístupu k hladině Nečízu na náměstí a na jeho zaklenutí, ovšem nakonec byl zavrhnut, neboť zvítězil názor, že by tím byl odstraněn výjimečný a hodnotný znak, který je pro Litovel typický, a že by tím bylo náměstí architektonicky ochuzeno. Místo zrušení tedy bylo schodiště roku 1956 opraveno, především výměnou schodů, které už byly dlouhodobým užíváním prošlapané a vyosené.
Zatím poslední fází svého ukrývání pod povrch prošel Nečíz v první polovině 60. let 20. století, kdy byl jeho tok u Sochovy vily v Husově ulici zakryt kovovou konstrukcí, zasypán zeminou a takto získaný pozemek byl upraven jako předzahrádka.
Podle vzpomínek pamětníků byl Nečíz po většinu 20. století pro obyvatele dostupným zdrojem užitkové vody. Ještě ve 30. letech hospodyně běžně umývaly nádobí přímo ve vodním toku nebo z něj braly vodu na vaření. Protože říční voda byla mnohem měkčí než voda ve studních, ve které se sráželo mýdlo, tak se v něm ještě v 50. letech máchalo bílé prádlo. Odebírání vody z Nečízu na mytí bylo běžné ještě v 80. letech.
V samém závěru 20. století se muselo opět přikročit k restauraci přístupu k Nečízu na náměstí. Nejprve byly roku 1996 rozebrány a znovu složeny čelní zdi včetně ohrady sestávající ze 12 pilířků. Během těchto prací byl nalezen pohozený kámen s reliéfem městského znaku nesoucí letopočet 1548, který byl následně usazen do zdi uvnitř Městské knihovny v Domě soukenického cechu na náměstí Svobody. Roku 1997 pak byly znovu opraveny stupně schodiště.

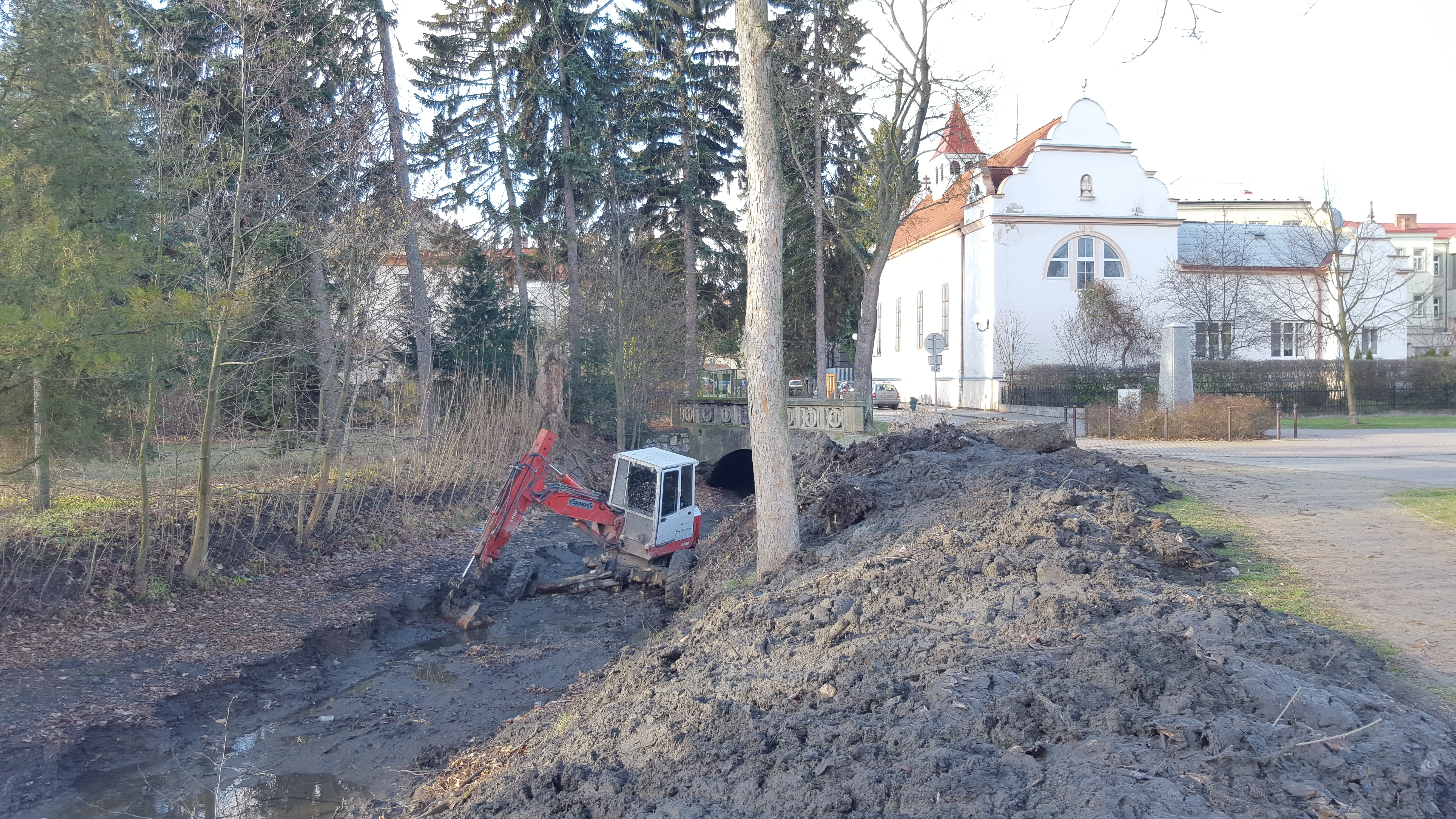
Čištění koryta ve Smetanových sadech koncem roku 2015

Dosud poslední úprava klenby nad korytem toku byla provedena během rekonstrukce náměstí Přemysla Otakara v letech 2014–2015, kdy byla z důvodů celkové stabilizace nad klenbu Nečízu položena betonová deska, na niž teprve přišly další vrstvy včetně dlažby náměstí. Během této rekonstrukce byl objeven výše zmíněný středověký most, který je dnes součástí celkové klenby.
Zpráva z roku 2008 upozorňuje, že jedním z problémů Nečízu je jeho znečišťování při průtoku centrem města a usazování kalů v korytě, které je kvůli tomu potřeba neustále pročišťovat. Velké čištění koryta proběhlo v roce 2012 v úseku od městského mlýna po Smetanovy sady a potom na přelomu let 2015 a 2016 ve Smetanových sadech, kde byly ze dna toku odtěženy tuny sedimentů. Na březích také musely být vykáceny některé stromy a staré zpevnění břehů bylo nahrazeno novými palisádami. Roku 2017 zde byla postavena nová opěrná zeď.